# IC 4333
IC 4333 је лентикуларна галаксија у сазвјежђу Октант која се налази на листи објеката дубоког неба у Индекс каталогу.
Деклинација објекта је - 84° 16' 23" а ректасцензија 14h 5m 19,5s. Привидна величина (магнитуда) објекта IC 4333 износи 14,1 а фотографска магнитуда 15,1. IC 4333 је још познат и под ознакама ESO 8-5, IRAS 13574-8402, most southern IC object, PGC 50242.